# Концертина
Концерти́на або коцерти́но (англ. concertina) — язичковий пневматичний музичний інструмент — гармоніка з хроматичним звукорядом, без готових акордів. Винайдена в першій чверті XIX століття (патент Чарльза Вітстона, Лондон, 1829). Розмір концертини-прими, найпоширенішого виду концертіни, — 150–180 мм (за найбільшою діагоналлю).